# Александър III Лепушняну
Александър Лепушняну (фамилията идва от родната Лепушна) е владетел на Молдовското княжество от септември 1552 до 18 ноември 1561 г. и от март 1564 до пролетта на 1568 г. Син е на Богдан III Кривия от наложница. Владетелите с фамилията Раковица претендират за произход от Александър Лепушняну.
Александър Лепушняну е ктитор на манастира Слатина, където е открита българска анонимна хроника.

## Управление

### Борба за трона
Идва на власт след убийството на Стефан VI Рареш. По-големият брат на Стефан Рареш – Илия II Рареш, приема исляма и името Мохамед, след което става паша на Силистрия (след което е изпратен за паша в Алепо). Молдовските боляри избират за владетел Йоан Жолдя, също болярин. Група молдовски прополски боляри, след като разбират за избора на Жолдя, избират за такъв боляринът Петър Столник, който нахлува в страната с полската армия. Обграден в Шипот, на Жолдя му е отрязан носа. Съпругата на Жолдя, Руксандра (дъщеря на Петру Рареш), взема за съпруг Петър, който се обявява за владетел на Молдова под името Александър Лепушняну. Той се легитимира, като се твърди, че е син на Богдан III Кривия, въпреки че в такъв случай излиза, че се е оженил за първата си братовчедка, тъй като Роксандра е дъщеря на Петър Рареш, брат на Богдан Кривия.

### Първо управление (1552 – 1561)
По време на първото управление на Лепушняну, Молдова се стабилизира, а стопанството ѝ се възстановява. Възникват първите занаятчийски съдружия, като предтечи на еснафа. Владетелят окуражава ктиторството на църкви, дарявайки собствени средства за целта. Стимулира хроникьорството. Политиката на Александър Лапушняну предизвика недоволство сред болярите, които подкрепят нов кандидат за владетел на Молдова – етническия грък – Деспот Водя (Йоан Якоб Хераклид), който побеждават Александър Лапушняну в битката при Вербия (Сучава). Деспот Водя става нов молдовски владетел с помощта на Хабсбургите.

### Второ управление (1564 – 1568)
След убийството на Хераклид, наречен Деспот Водя, следва краткото управление на Стефан VII Томша. Лепушняну след като се задължава да плати в Константинопол 200 хиляди жълтици, става отново владетел на Молдова (според анонимната летопис на Молдовската земя на Григоре Уреке). По време на второто му управление са сринати всички молдовски крепости, с изключение на Хотин, който охранява полската граница.
Лепушняну мести столицата на Молдова от непревземаемата крепост Сучава – в Яш. През 1568 г. Александър се разболява тежко и приема монашеска схизма под името Пахомиус. Според предание е отровен заради насилственото постригване на монаси и много боляри.

## Фамилия
Съпругата на Лепушняну, Руксандра, е втора братовчедка на първия руски цар Иван Грозни – посредством баба си Елена Якшич (съпруга на Йован Бранкович), която е сестра на Анна Якшич. От нея има син и наследник:
- Богдан IV Лепушняну; той бяга и умира в Москва през 1574 г. при своя царстващ роднина. Внукът на Александър от Богдан, който носи неговото име – Александру III Злия, е удушен в Константинопол на 20 март 1597 г. по заповед на султан Мехмед III.[2]

Александър Лепушняну има син от наложница:
- Арон Тиран